# Pascasio Sola
Pascasio Gilberto Sola (Buenos Aires, 8 novembre 1928 – Siviglia, 27 novembre 2002) è stato un calciatore argentino, di ruolo centrocampista.

## Caratteristiche tecniche
Giocava come centrocampista (mediano sinistro), ma fu impiegato anche nel ruolo di difensore centrale.

## Carriera

### Club
Sola iniziò a giocare a calcio a livello professionistico con il Talleres di Remedios de Escalada, giocando tre incontri nel 1947. Nel 1951 passò al River Plate, con cui rimase per una stagione prima di essere ceduto in prestito all'Huracán per il campionato 1952, in cui giocò 28 delle 30 partite del torneo. Tornò nel 1953, divenendo titolare nella formazione del club dalla banda rossa, affiancando a centrocampo Roberto Tesouro e Julio Venini. Con la maglia numero 6 fu uno dei principali componenti della seconda linea del River, giocando accanto a Oscar Mantegari e Néstor Rossi (1955) o a Mantegari e Urriolabeitía (1957). Nel 1958 decise di chiudere la carriera, ritirandosi dal calcio agonistico.

### Nazionale
Con la propria selezione nazionale raccolse 5 presenze tra il 1955 e il 1957. Debuttò il 18 marzo, durante l'incontro tra Argentina e Perù di Santiago del Cile, valido per il Campeonato Sudamericano de Football 1955. Giocò i primi 73 minuti, venendo poi rilevato da Ernesto Gutiérrez: fu la sua unica presenza in quella manifestazione, poi vinta dall'Argentina. Tornò a far parte delle convocazioni della Nazionale nell'ottobre 1957: venne chiamato per un doppio turno del Gruppo 2 delle qualificazioni al campionato mondiale di calcio 1958. Il 6 ottobre giocò contro la Bolivia, il 13 contro il Cile, rispettivamente a La Paz e Santiago; partecipò anche alle gare di ritorno, il 20 contro i cileni alla Bombonera e il 27 con i boliviani ad Avellaneda.

## Palmarès

### Club
- Campionato argentino: 4

River Plate: 1953, 1955, 1956, 1957

### Nazionale
- Campeonato Sudamericano de Football: 1

Cile 1955